# 陸珩
陸珩（1439年—？），字節行，直隸阜城縣民籍，浙江湖州府歸安縣人，明朝政治人物。進士出身。

## 生平
順天府鄉試第八十一名。成化五年（1469年）乙丑科會試第一百七十一名，殿試登進士第三甲第二十四名。歷官福建福州府知府。二十三年二月升陝西按察司副使。弘治五年（1492年）十月升江西按察使，十三年八月升湖廣右布政使，十五年三月升廣東左布政使，十七年十一月升應天府府尹，正德二年（1507年）致仕。三年被劉瑾降职为两淮运司同知。

## 家族
曾祖陸子真。祖父陸斌，曾任封刑部郎中。父亲陸矩，曾任右僉都御史。